# Hans Van Nuffel
Hans Van Nuffel, né à Malines en 1981, est un réalisateur belge d'expression flamande. 

## Biographie
Hans Van Nuffel est diplômé en 2005 du RITCS à Bruxelles. Avec son projet de fin d'études, le court métrage End of the ride (2005), il remporte la wildcard du Fonds flamand pour l'audiovisuel. Il a notamment découvert Matthias Schoenaerts et Günther Lesage comme acteurs. En 2007, son court-métrage FAL remporte le prix de jury du Festival international du court-métrage de Louvain et du Festival des films du monde de Montréal. En 2009, il réalise le court métrage Nachtraven.  
Son premier long métrage Adem, d'après son propre scénario, remporte le Grand Prix des Amériques au Festival des films du monde de Montréal, et le Grand Prix Hydro-Québec au Festival du cinéma international en Abitibi-Témiscamingue en 2010. Le film parle de Tom (Stef Aerts), un garçon atteint de la maladie héréditaire de la mucoviscidose, une maladie dont Van Nuffel souffre également. Il réalise ensuite le film Equator, un drame mettant en scène une fille qui persuade un ancien enfant soldat de l'accompagner en Afrique centrale pour découvrir comment son père est mort.  
Entre-temps, Van Nuffel a également écrit le scénario de Plan Bart (2014).

## Récompenses et distinctions
- Grand prix Hydro-Québec 2010, Festival du cinéma international en Abitibi-Témiscamingue
- (en) Hans Van Nuffel : Awards, sur l'Internet Movie Database